# Cesare Olmi
Pour les articles homonymes, voir Olmi.
Cesare Olmi né le 14 mai 1925 à Chiari (Lombardie) et mort le 3 février 1982 dans la même ville, est un coureur cycliste italien, professionnel de 1950 à 1956.

## Palmarès
- 1950
  - 2e de Florence-Viareggio
- 1951
  - Turin-Bielle
- 1952
  - 2e du Grand Prix Massaua Fossati
  - 3e de Bolzano-Trente

## Résultats sur les grands tours

### Tour d'Italie
3 participations
- 1951 : 35e
- 1952 : 68e
- 1953 : 63e